# レクテナ
レクテナ（rectenna）とは、rectifying antennaの略で、マイクロ波を直流電流に整流変換するアンテナである。主にマイクロ波送電に使用される。エレメントは格子状に配置されており、外観は多くのアンテナとは全く異なる。
最も単純なレクテナはショットキーダイオードをダイポール・アンテナの間に配置したものである。ダイオードはマイクロ波によってアンテナに誘導された電流を変換する。ショットキーダイオードは最も電圧降下が低く、最小限の消費電力で済むために用いられる。
大型のレクテナはこのような多くのダイポール素子群で構成される。
レクテナは高効率でマイクロ波のエネルギーを電流に変換する。実験室環境では80％以上もの効率が観測されているが、一般的には70％強である。
また逆レクテナのような、電流をマイクロ波に変換するいくつかの実験が行われているが、その効率は1％よりもはるかに小さい。
これらの高効率と低コストのため、レクテナは宇宙太陽発電所(システム)と呼ばれる人工衛星からのマイクロ波電力伝送に提案されている。
また最近では、電波方式のRFID整流部分にレクテナが応用され始めている。
レクテナの発明は1960年代の長距離無線送電の開発に由来する。レクテナは1964年にレクテナを装備した模型ヘリコプターを使用して地上からのマイクロ波の送電を実証したアメリカの電気技術者であるウィリアム C. ブラウン(William C. Brown)によって発明され、1969年に特許が登録された   1970年代以降、レクテナの主要な研究の動機としては宇宙空間で太陽電池を搭載した人工衛星から太陽光で発電してマイクロ波で地上に送電する目的の太陽光発電衛星からの電力を大規模なレクテナ群によって受電する事である。  提案された軍事用途は地上からのマイクロ波によって長時間滞空可能な無人偵察機である。近年、小型無線電子機器への電力源としてレクテナを使用する事に関心が高まりつつある。現在最も多いレクテナの用途は小型のレクテナ素子を電力源とするRFID タグ、非接触式ICカード(IC)等である。電子読み取り機付近に素子がある場合、読み取り機からの電波はレクテナによって受信され、ICを起動して読み取り機にデータを送信する。

## 高周波レクテナ
最も単純な鉱石ラジオにおいてアンテナと復調ダイオード(整流器)はイヤフォンに信号を送る前段階において直流成分を取り除くもののレクテナとして作動する。高出力の無線送信機付近で暮らす人々は電球を灯すために十分な電力を長い受電空中線によって得られる事を発見したとみられる。
しかしながら、この事例は限られた地域のみにおいて1本のアンテナのみを使用する。レクテナは複数のアンテナを広範囲に設置してより多くのエネルギーを得る。
研究者たちはレクテナを遠隔地の観測装置の電力として使用する実験を行っている。
高周波レクテナは複数の無線送電の形態で使用される。

## 光学レクテナ
同じような装置について、ナノテクノロジーで用いられている比率へ縮小することで、現在の太陽電池で可能とされる効率よりも高い効率で光を電流に変換することが考えられている。この装置の種類を光学レクテナまたはナンテナ(nantenna)と呼ぶ。理論的には、装置を縮小しても高い効率が維持できるが、アメリカの国立再生可能エネルギー研究所における実験では、赤外線を使用した場合において(太陽電池に)遠く及ばない約1％の効率しか得られなかった。それにもかかわらず、ミズーリ大学は廉価で高効率のナンテナ(optical-frequency rectennas)を開発するための作業が近年報告された。
試作素子は同様にコネチカット大学とSciTech Associates Holding社、アメリカ国立科学財団の共同出資で開発される
。 
原子層堆積の使用により太陽エネルギーの変換効率を70%以上に到達する可能性が提案されている。